# Enoplium serraticorne
Enoplium serraticorne är en skalbaggsart som först beskrevs av Charles Joseph de Villers 1789.  Enoplium serraticorne ingår i släktet Enoplium, och familjen brokbaggar. Arten förekommer tillfälligt i Sverige, men reproducerar sig inte.